# Giovanni Battista Tuveri
Giovanni Battista Tuveri (Collinas, 4 agosto 1815 – Collinas, 8 dicembre 1887) è stato un filosofo, scrittore e politico italiano.

## Biografia

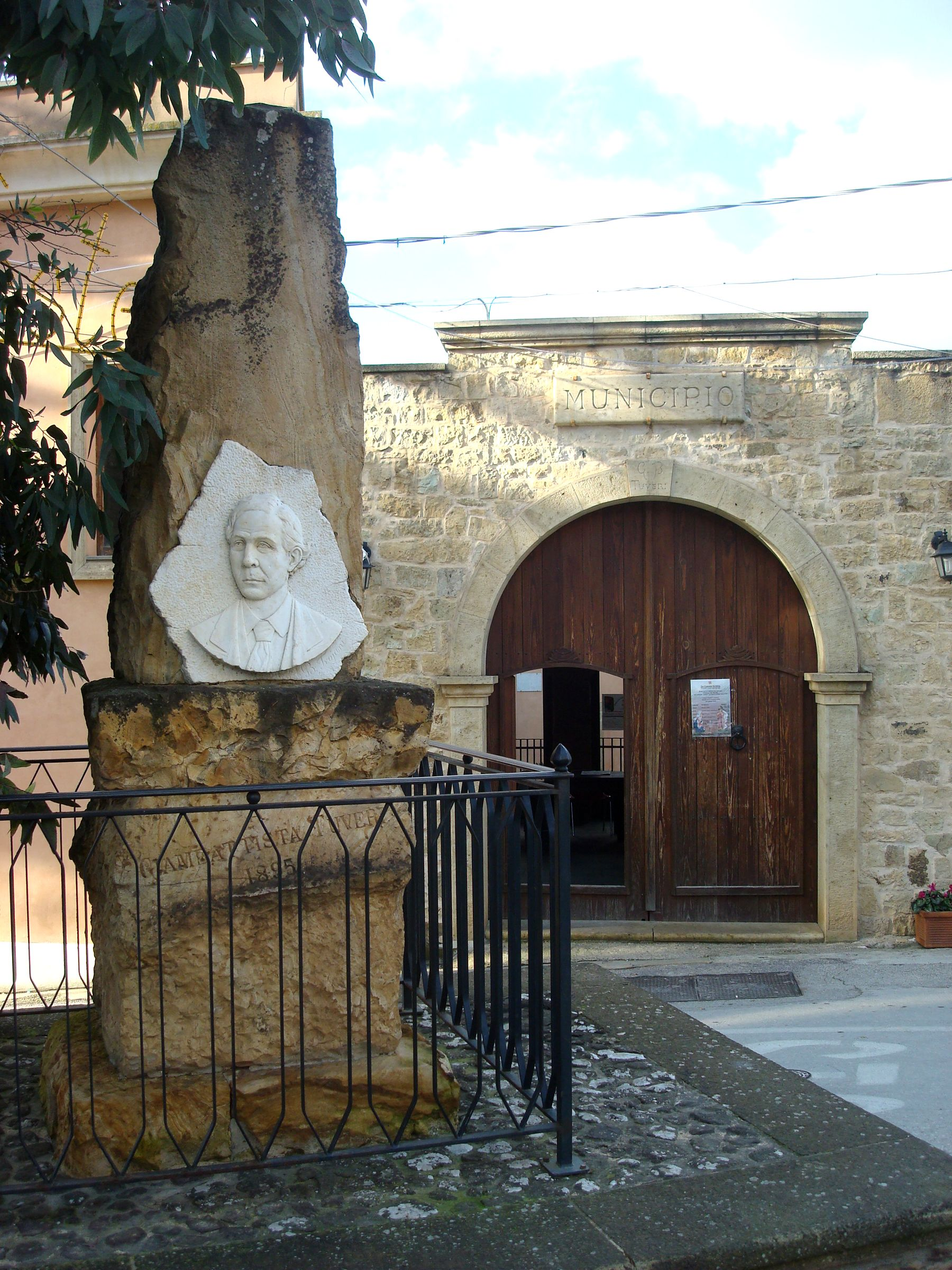
Monumento a G. B. Tuveri presso il municipio di Collinas

Nato a Forru, l'odierna Collinas, nel Medio Campidano, da un noto avvocato, nipote, per parte di madre, di un nobile e influente notaio di Oristano, Domenico Vincenzo Licheri. Dal 1827 al 1833 studiò retorica e filosofia nel seminario tridentino di Cagliari, conseguendovi il diploma di Maestro delle Arti. A diciotto anni si iscrive alla facoltà di Giurisprudenza dell'Università di Cagliari, verso cui mostrò sempre insofferenza per il clima rigido e chiuso che caratterizzava l'ambiente accademico cagliaritano. Conseguito dopo due anni il baccalaureato abbandonò l'Università e si ritirò a Collinas per dedicarsi ai suoi studi.
Di idee repubblicane cominciò l'attività di giornalista in polemica con molti intellettuali monarchici e conservatori.
Fu un esponente del cattolicesimo federalista, e fu eletto deputato per cinque volte al Parlamento Subalpino, ove si oppose alla fusione della Sardegna con i territori piemontesi, e fu in forte contrapposizione con Vincenzo Gioberti per le posizioni antirepubblicane e antimazziniane.
Nel 1850 fondò a Cagliari la Gazzetta Popolare, collaborò con numerosi giornali e nel 1871 assunse la direzione del Corriere di Sardegna.
Sindaco di Forru (1870 - 1887) ne propose il cambio del nome in Collinas; consigliere provinciale a Cagliari lottò contro il centralismo del Regno di Sardegna chiedendo maggiore autonomia, soprattutto fiscale, per i piccoli comuni.
A livello nazionale, amico di Cattaneo e di Mazzini, sollevò nel 1867 la cosiddetta questione sarda, promuovendo un riscatto dell'Isola e del popolo sardo contro uno Stato giudicato centralista e oppressivo.
Scrisse numerose opere di carattere politico, giuridico e filosofico. Dal 1990 al 2002 l'Assessorato della pubblica istruzione della Regione autonoma della Sardegna ha promosso la ristampa dei suoi lavori, editore Carlo Delfino, con una introduzione di Norberto Bobbio.

## Opere
- Saggio sulle opinioni politiche del sig. deputato sardo Giovanni Siotto Pintor, Torino, Tipografia G. Cassone, 1848.
- Specifici contro il codinismo, Cagliari, Tipografia Arcivescovile, 1849.
- Del diritto dell'uomo alla distruzione dei cattivi governi. Trattato teologico-filosofico, Cagliari, Tipografia Nazionale, 1851.
- Il governo e i comuni, Cagliari, Tipografia Nazionale, 1860.
- Esazioni e compulsioni, Cagliari, Tipografia A. Timon, 1861.
- La questione barracellare, Cagliari, Tipografia A. Timon, 1861.
- Della libertà e delle caste, Cagliari, Tipografia del Corriere di Sardegna, 1871.
- Sofismi politici, Napoli, R. Rinaldi e G. Sellitto, 1883.

### Ristampa
- Tutte le opere, 6 voll., Sassari, C. Delfino, 1990-2002. Comprende:

1. Il veggente; Del dritto dell'uomo alla distruzione dei cattivi governi, a cura di Aldo Accardo, Luciano Carta, Sebastiano Mosso; introduzione di Norberto Bobbio, 1990.
2. Della libertà e delle caste; Sofismi politici, a cura di Maria Corona Corrias e Tito Orru, 1992. ISBN 88-7138-044-4.
3. Opuscoli politici. Saggio delle opinioni politiche del signor deputato sardo Giovanni Siotto Pintor; Specifici di Gio. B. Tuveri contro il codinismo, a cura di Girolamo Sotgiu , 1991. ISBN 88-7138-029-0.
4. Il governo e i Comuni; La questione barracellare, a cura di Lorenzo Del Piano e Gianfranco Contu, 1994. ISBN 88-7138-074-6.
5. Scritti giornalistici. Questione sarda, federalismo, politica internazionale, questione religiosa, a cura di Lorenzo Del Piano, Gianfranco Contu e Luciano Carta, 2002. ISBN 88-7138-127-0.
6. Per la vita e i tempi di G. B. Tuveri e altre opere, a cura di Antonio Delogu, 2002. ISBN 88-7138-128-9.